# متلازمات شروية
المتلازمات الشروية (بالإنجليزية: Urticarial syndromes)‏ وتتضمن مجموعة متميزة:
- متلازمة ماكل - ويلز
- حمى البحر الأبيض المتوسط العائلية
- متلازمة تسرب شعيري